# Špiranec
Špiranec es un pueblo de Croacia situado en el municipio de Križevci, en el condado de Koprivnica-Križevci. Según el censo de 2021, tiene una población de 105 habitantes.

## Demografía
| Gráfica de población de Špiranec 1857-2011                         |
|                                                                    |
| Según los censos de población de la Oficina de Estadísticas Croata |